# Archidendropsis
Archidendropsis é um género botânico pertencente à família Fabaceae.